# Юйхуа (Чанша)
Юйхуа́ (кит. упр. 雨花, пиньинь Yǔhuā) — район городского подчинения городского округа Чанша провинции Хунань (КНР).

## История
Город Чанша был официально выделен из уезда Чанша в отдельную административную структуру в 1933 году.
В 1955 году город Чанша был разделён на Северный, Южный, Восточный и Западный районы. В 1957 году был создан ещё и Пригородный район.
В 1996 году было упразднено старое деление Чанша на районы, и были созданы новые пять районов. Из 5 уличных комитетов бывшего Южного района и части земель бывшего Пригородного района был образован район Юйхуа.

## Административное деление
Район делится на 12 уличных комитетов и 1 посёлок.